# Licurgo de Esparta

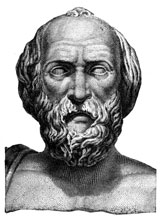
Licurgo

Licurgo foi um lendário legislador da pólis de Esparta. Nada se sabe seguramente sobre a existência deste personagem. Heródoto fala dele em meados do século V a.C., mas a vida do legislador deve ter decorrido no século VIII a.C., mas a sua memória seria correntemente mencionada na Esparta do século V, pois os seus habitantes nessa época sentiam a necessidade de atribuir a organização estatal que os regia a um ser humano, e não ao acaso.
A organização estatal atribuída a Licurgo se compunha de rígido regime de formação possuía um caráter de obrigação social e imposição estatal, com o objetivo primordial de treinar cidadãos masculinos à vida militar espartana. A exceção da regra compreendia a primogenitura das casas reais. No Agogê o eixo do aprendizado apontava à instrução no bom senso, ao cultivo da fidelidade junto aos parceiros, à destreza na caça, à prática militar (por extensão: superação da dor), competência no canto e no convívio social, bem como desenvoltura na dança. 
Plutarco, em sua biografia no livro Vidas Paralelas, comenta que, à sua época, havia várias versões contraditórias sobre a vida de Licurgo, e que ele procurou fazer uma síntese, escolhendo os autores antigos que menos se contradiziam.
Por outro lado, também não é indispensável sabê-lo, dado que a compilação das leis não foi obra pessoal — e a própria lenda assinala que lhe foram entregues pelo Oráculo de Delfos para dirigir o seu povo. A maioria das disposições que lhe tem sido atribuídas são reflexo de costumes vigentes muito antes na região. O carácter mágico e obscuro de algumas dessas leis leva a pensar que o conjunto destas fosse uma compilação de usos tradicionais levada a cabo por alguma personagem ligada à religião tradicional ou pelo próprio sentimento do povo, desejoso de retornar à severidade e segurança civil dos tempos passados.
Conta a lenda que ao terminar o conjunto de leis que regeriam Esparta, o legislador solicitou um pedido e uma promessa do rei. Com a concordância e sabedor da fraqueza humana frente às injunções políticas de momento, pediu a promessa que as Leis só seriam alteradas com o aval dele (Licurgo) e pediu sua condenação ao Ostracismo, para que as Leis sobrevivessem aos homens. Licurgo também foi o estadista responsável pelas leis de Esparta. A Lei de Licurgo determinava a educação dos jovens pela cidade de Esparta a partir dos 7 anos de idade e também a educação rígida para esses garotos que ficavam nesse "acampamento" até completarem 18 anos e servirem mais 10 anos no exército de Esparta.
Graças a Licurgo, Esparta se potencializou em seu poder econômico, político e principalmente, bélico.